# Edenred
Edenred is een Frans bedrijf voor financiële diensten, dat in 2010 is ontstaan uit de splitsing van de groep Accor (namelijk Accor Services). De activiteit van Edenred werd daarvoor uitgevoerd door Accor Services; ze bestaat uit de uitgifte van voorafbetaalde maaltijdcheques, dienstencheques, cadeaubons en andere tickets, met merknamen als Ticket Restaurant (een merk dat in 1962 werd gecreëerd), Ticket EcoCheque en Ticket Compliments.
Edenred is wereldleider in de sector van voorafbetaalde diensten aan bedrijven. Edenred is in 2017 actief in 45 landen.
Het aandeel van Edenred wordt genoteerd op Euronext in Parijs sedert 2 juli 2010.